# Rožmberk nad Vltavou
Rožmberk nad Vltavou é uma cidade checa localizada na região da Boêmia do Sul, distrito de Český Krumlov‎.